# Chusquea perotensis
Chusquea perotensis és una espècie de bambú, del gènere Chusquea  de la família de les poàcies, ordre de les poals, subclasse de les commelínides, classe de les liliòpsides, divisió dels magnoliofitins.
Creix a Mèxic (al volcà Cofre de Perote i al poble de Calpulalpan a Oaxaca), on s'aprofita com a farratge i per la confecció de teixits; també se'n troba a l'Amèrica del Nord. Es tracta d'un bambú perenne de tipus llenyós. La planta adulta fa entre 600 i 1500 centímetres de llarg, i té un gruix d'entre 1,5 i 5 cm.